# Valverde de Júcar
Valverde de Júcar ist eine Gemeinde (Municipio) und ein Dorf mit 1.097 Einwohnern (Stand: 2024) in der Provinz Cuenca in der Autonomen Region Kastilien-La Mancha.

## Lage
Valverde de Júcar liegt etwa 55 Kilometer südsüdwestlich von Cuenca in einer Höhe von ca. 830 m. Der Júcar wird hier zur Embalse de Alarcón aufgestaut.

## Bevölkerungsentwicklung
| 1900 | 1950 | 1970 | 1981 | 1991 | 2001 | 2011 | 2021 |
| ---- | ---- | ---- | ---- | ---- | ---- | ---- | ---- |
| 1920 | 3177 | 1915 | 1603 | 1498 | 1326 | 1224 | 1108 |

## Sehenswürdigkeiten

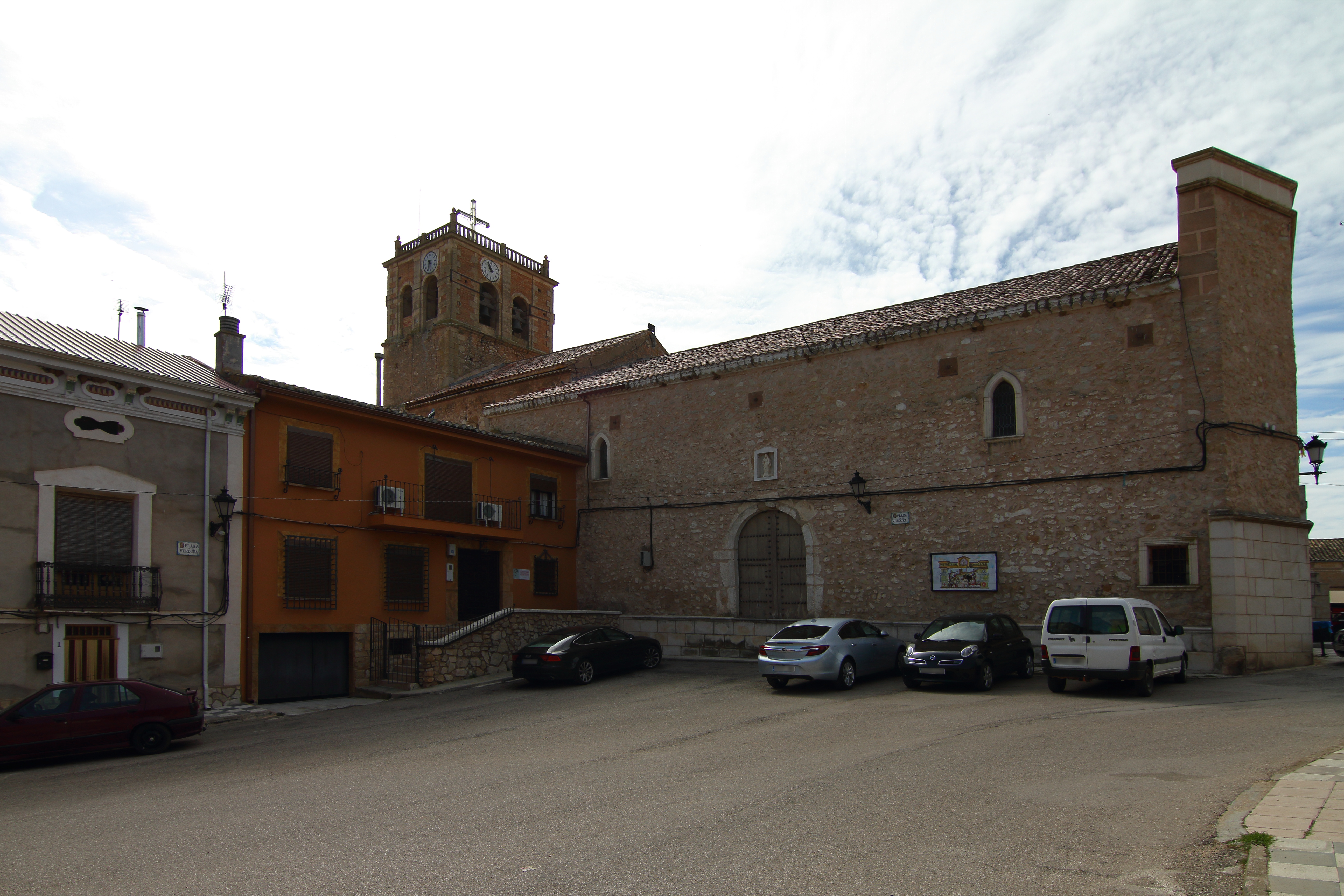
Magdalenenkirche
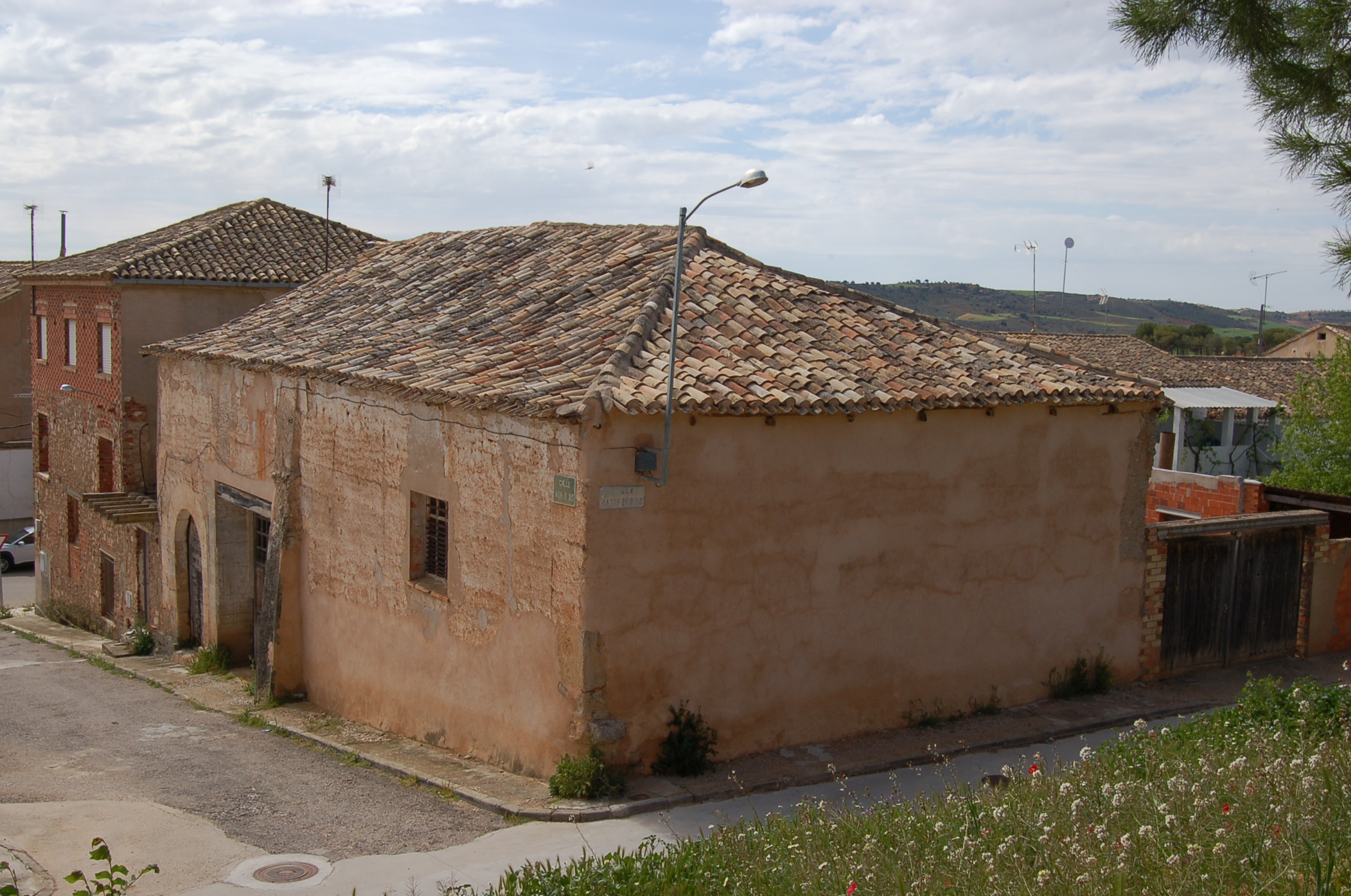
Marienkapelle
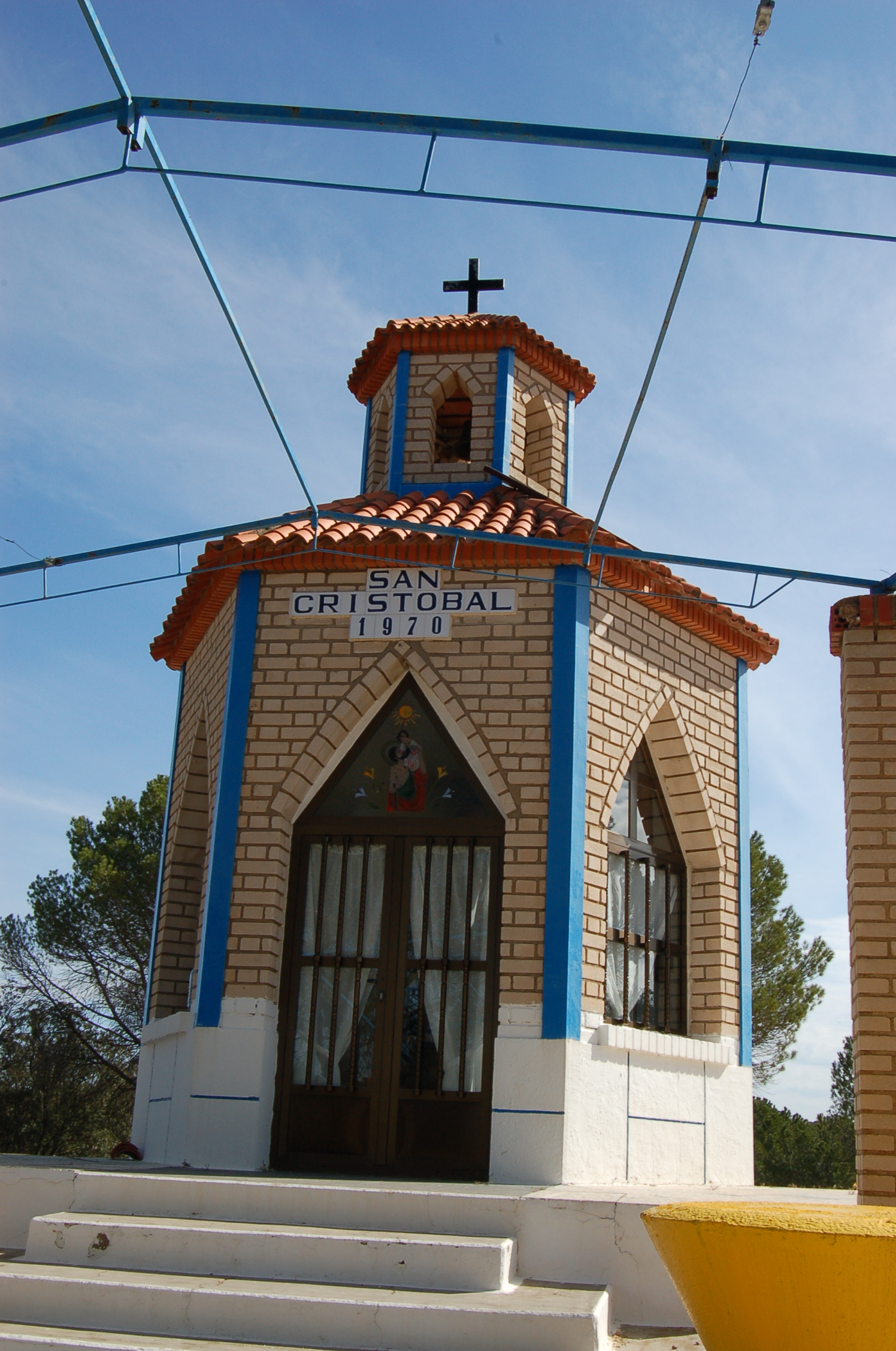
Christopheruskapelle
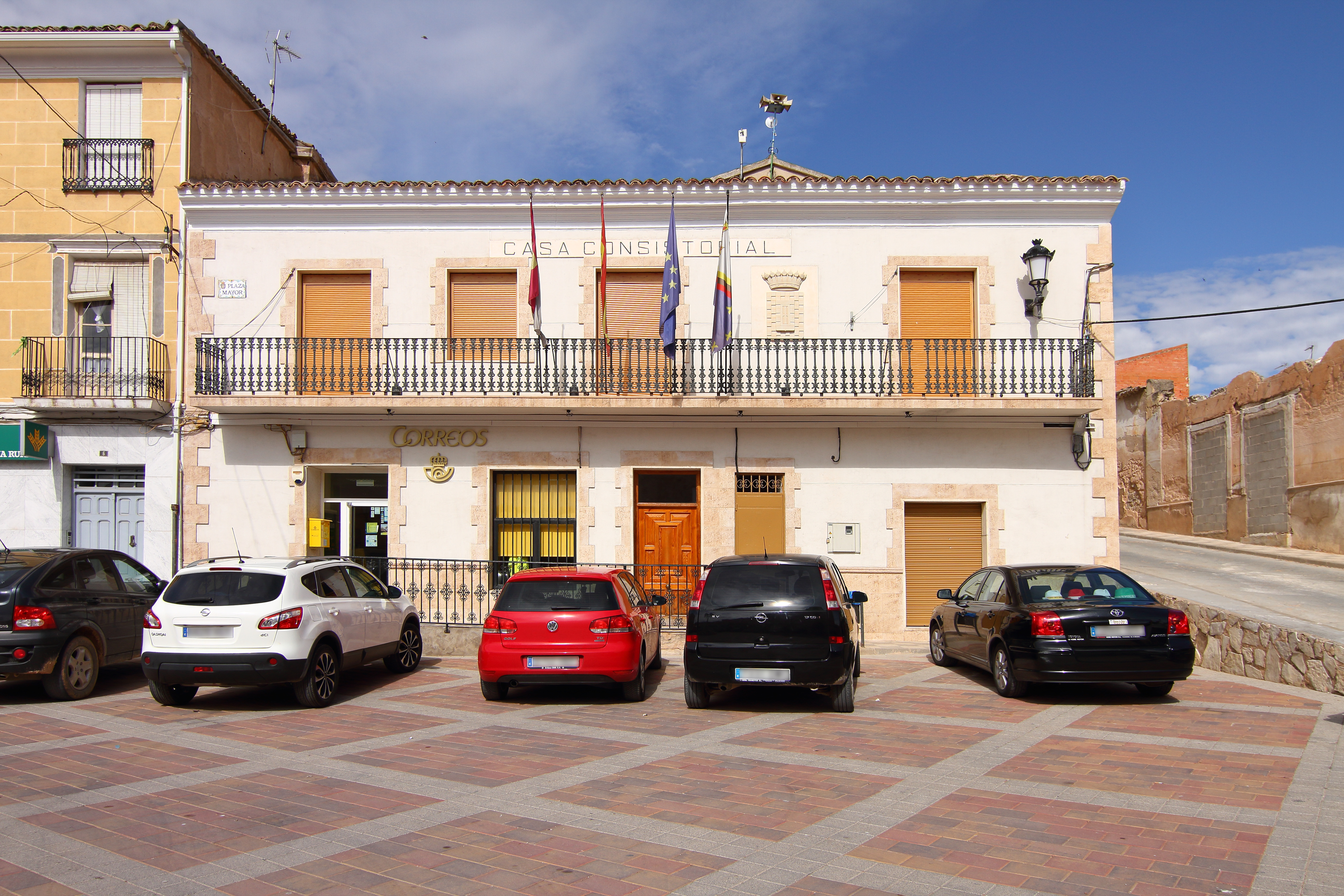
Rathaus

- Magdalenenkirche
- Marienkapelle
- Christopheruskapelle
- Rathaus